# Dariusz Michalak (żużlowiec)
Dariusz Michalak (ur. 16 grudnia 1968 w Buchałowie) – polski żużlowiec.

## Kariera sportowa
Przez całą karierę reprezentował barwy Falubazu Zielona Góra. Licencję żużlową zdobył w 1984 roku. Zadebiutował 19 października tego roku na torze w Bydgoszczy. W 1986 roku zdobył wraz z kolegami z drużyny brązowy medal MDMP. W sezonie 1988 zdobył złoty medal MMPPK na torze w Rzeszowie wraz ze Sławomirem Dudkiem i Zbigniewem Błażejczakiem. W tym samym roku był członkiem „złotej” ekipy Falubazu Zielona Góra w bydgoskim finale MDMP. Występ w tej imprezie zakończył jego obiecująco rozwijającą się karierę żużlową. Uczestniczył w poważnym wypadku w biegu z Wojciechem Momotem, Waldemarem Cieślewiczem i Krzysztofem Kuczwalskim. W wyniku poniesionych obrażeń porusza się na wózku inwalidzkim.
Dariusz Michalak nie zerwał jednak całkowicie ze sportem. Uprawiał m.in. tenis stołowy dla niepełnosprawnych.
Jest prezesem Zielonogórskiego Stowarzyszenia Tenisa „Tennis Wheelchairs”.